# Séries éliminatoires de la Coupe Stanley 1961
Année précédente Année suivante
Les séries éliminatoires de la Coupe Stanley 1961 font suite à la saison 1960-1961 de la Ligue nationale de hockey. Les Black Hawks de Chicago remportent la Coupe Stanley en battant en finale les Red Wings de Détroit sur le score de 4 matchs à 2.

## Tableau récapitulatif
|  | Demi-finales           | Demi-finales         |   |  | Finale                 | Finale |  |
|  |                        |                      |   |  |                        |        |  |
|  | Canadiens de Montréal  | 2                    |   |  |                        |        |  |
|  | Black Hawks de Chicago | 4                    |   |  |                        |        |  |
|  |                        |                      |   |  | Black Hawks de Chicago | 4      |  |
|  |                        | Red Wings de Détroit | 2 |  |                        |        |  |
|  | Maple Leafs de Toronto | 1                    |   |  |                        |        |  |
|  | Red Wings de Détroit   | 4                    |   |  |                        |        |  |

## Détails des séries

### Demi-finales de la Coupe Stanley

#### Montréal contre Chicago
Chicago remporte la série 4 matches à 2.
| 21 mars | Montréal | 6-2 (1-1, 1-1, 4-0) | Chicago | Forum de Montréal 14 057 spectateurs |

| Feuille de match | Feuille de match | Feuille de match                | Feuille de match                                                      | Feuille de match                                       |
| ---------------- | --- | ------------------------------- | --------------------------------------------------------------------- | ------------------------------------------------------ |
|                  | Geoffrion (Béliveau, Tremblay) — 2 min 58 s Tremblay (Béliveau, Geoffrion) — 21 min 21 s Provost (Marshall, Goyette) — 43 min 23 s Moore (Richard) — 46 min 10 s Goyette (Provost, Harvey) — 47 min 57 s Talbot (Richard) — 50 min 6 s (SN) | 1-0 1-1 2-1 2-2 3-2 4-2 5-2 6-2 | Sloan (Nesterenko, St-Laurent) — 11 min 4 s Pilote — 39 min 23 s (SN) | Arbitrage : Frank Udvari Matt Pavelich, Neil Armstrong |
| Plante           | Gardiens | Hall                            |                                                                       | Arbitrage : Frank Udvari Matt Pavelich, Neil Armstrong |
|                  | |                                 |                                                                       | Arbitrage : Frank Udvari Matt Pavelich, Neil Armstrong |
| 21               | Tirs | 25                              |                                                                       | Arbitrage : Frank Udvari Matt Pavelich, Neil Armstrong |

| 23 mars | Montréal | 3-4 (0-0, 2-2, 1-2) | Chicago | Forum de Montréal |

| Feuille de match, | Feuille de match, | Feuille de match,           | Feuille de match, | Feuille de match, |
| ----------------- | --- | --------------------------- | --- | ----------------- |
|                   | - Geoffrion (Johnson, Béliveau) — 36 min 2 s Richard (Bonin, Moore) — 38 min 36 s - Goyette (Provost, Talbot) — 50 min 26 s - | 0-1 0-2 1-2 2-2 2-3 3-3 3-4 | Mikita (Wharram, Litzenberger) — 29 min 2 s (SN) Wharram — 35 min 18 s - Hull (Wharram, Hay) — 48 min 23 s - Litzenberger (Nesterenko, Pilote) — 57 min 5 s |                   |
| Plante            | Gardiens | Hall                        | |                   |
|                   | |                             | |                   |
| 19                | Tirs | 25                          | |                   |

| 26 mars | Chicago | 2-1 (3 pr) (0-0, 1-0, 0-1, 0-0, 0-0, 1-0) | Montréal | Chicago Stadium |

| Feuille de match, | Feuille de match,                                                                | Feuille de match, | Feuille de match,                        | Feuille de match,                                   |
| ----------------- | -------------------------------------------------------------------------------- | ----------------- | ---------------------------------------- | --------------------------------------------------- |
|                   | Balfour (Hay, Hull) — 38 min 33 s - Balfour (Mikita, Pilote) — 112 min 12 s (SN) | 1-0 1-1 2-1       | - Richard (Goyette) — 59 min 24 s (SN) - | Arbitrage : Dalton McArthur George Hayes, Ron Wicks |
| Hall              | Gardiens                                                                         | Plante            |                                          | Arbitrage : Dalton McArthur George Hayes, Ron Wicks |
|                   |                                                                                  |                   |                                          | Arbitrage : Dalton McArthur George Hayes, Ron Wicks |
|                   |                                                                                  |                   |                                          | Arbitrage : Dalton McArthur George Hayes, Ron Wicks |

| 28 mars | Chicago | 2-5 (1-2, 1-2, 0-1) | Montréal | Chicago Stadium |

| Feuille de match, | Feuille de match,                                                                    | Feuille de match,           | Feuille de match, | Feuille de match,                                |
| ----------------- | ------------------------------------------------------------------------------------ | --------------------------- | --- | ------------------------------------------------ |
|                   | - St-Laurent (Wharram, Evans) — 4 min 24 s - Mikita (Pilote, Hull) — 29 min 28 s - - | 0-1 1-1 1-2 1-3 2-3 2-4 2-5 | Goyette (Provost) — 4 min 2 s - Moore (Marshall, Béliveau) — 17 min 57 s (SN) Hicke (Richard, Tremblay) — 25 min - Moore (Goyette, Béliveau) — 34 min 18 s (SN) Hicke (Richard) — 44 min 24 s | Arbitrage : Eddie Powers George Hayes, Ron Wicks |
| Hall              | Gardiens                                                                             | Plante                      | | Arbitrage : Eddie Powers George Hayes, Ron Wicks |
|                   |                                                                                      |                             | | Arbitrage : Eddie Powers George Hayes, Ron Wicks |
| 55                | Tirs                                                                                 | 19                          | | Arbitrage : Eddie Powers George Hayes, Ron Wicks |

| 1er avril | Montréal | 0-3 (0-0, 0-1, 0-2) | Chicago | Forum de Montréal |

| Feuille de match, | Feuille de match, | Feuille de match, | Feuille de match,                                                                                          | Feuille de match,                                      |
| ----------------- | ----------------- | ----------------- | --- | ------------------------------------------------------ |
|                   | - -               | 0-1 0-2 0-3       | Vasko (Pilote, Hull) — 23 min 34 s McDonald (Wharram, Pilote) — 53 min 17 s Mikita (Wharram) — 55 min 40 s | Arbitrage : Frank Udvari Matt Pavelich, Neil Armstrong |
| Plante            | Gardiens          | Hall              | | Arbitrage : Frank Udvari Matt Pavelich, Neil Armstrong |
|                   |                   |                   | | Arbitrage : Frank Udvari Matt Pavelich, Neil Armstrong |
| 32                | Tirs              | 32                | | Arbitrage : Frank Udvari Matt Pavelich, Neil Armstrong |

| 4 avril | Chicago | 3-0 (0-0, 3-0, 0-0) | Montréal | Chicago Stadium |

| Feuille de match, | Feuille de match, | Feuille de match, | Feuille de match, | Feuille de match,                                      |
| ----------------- | --- | ----------------- | ----------------- | ------------------------------------------------------ |
|                   | Hay (Hull, Balfour) — 21 min 15 s Hull (Pilote, Balfour) — 25 min 59 s (SN) Nesterenko (Hull, Litzenberger) — 35 min 58 s | 1-0 2-0 3-0       | - -               | Arbitrage : Eddie Powers Matt Pavelich, Neil Armstrong |
| Hall              | Gardiens | Plante            |                   | Arbitrage : Eddie Powers Matt Pavelich, Neil Armstrong |
|                   | |                   |                   | Arbitrage : Eddie Powers Matt Pavelich, Neil Armstrong |
|                   | |                   |                   | Arbitrage : Eddie Powers Matt Pavelich, Neil Armstrong |

#### Toronto contre Détroit
Détroit remporte la série 4 matches à 1
| 22 mars | Toronto | 3-2 (2 pr) (0-1, 1-0, 1-1, 0-0, 1-0) | Détroit | Maple Leaf Gardens |

| Feuille de match, | Feuille de match, | Feuille de match,   | Feuille de match,                                           | Feuille de match, |
| ----------------- | --- | ------------------- | ----------------------------------------------------------- | ----------------- |
|                   | - Nevin (Stanley, Olmstead) — 22 min 20 s (SN) - Stewart (Olmstead, Stanley) — 54 min 26 s Armstrong (Duff, Stanley) — 84 min 51 s | 0-1 1-1 1-2 2-2 3-2 | Delvecchio (Howe) — 14 s - Young (Labine) — 41 min 46 s - - |                   |
| Maniago           | Gardiens | Sawchuk             |                                                             |                   |
|                   | |                     |                                                             |                   |
| 37                | Tirs | 33                  |                                                             |                   |

| 25 mars | Toronto | 2-4 (0-0, 1-2, 1-2) | Détroit | Maple Leaf Gardens |

| Feuille de match, | Feuille de match,                                               | Feuille de match,       | Feuille de match, | Feuille de match,                                   |
| ----------------- | --------------------------------------------------------------- | ----------------------- | --- | --------------------------------------------------- |
|                   | Harris — 24 min 4 s - Mahovlich (Keon, Armstrong) — 49 min 49 s | 1-0 1-1 1-2 1-3 1-4 2-4 | - Pronovost — 27 min 49 s Labine (Ullman, Pronovost) — 30 min 27 s (IN) Melnyk (Fonteyne) — 45 min 34 s Stasiuk (Howe) — 48 min 2 s - | Arbitrage : Dalton McArthur George Hayes, Ron Wicks |
| Maniago           | Gardiens                                                        | Sawchuk                 | | Arbitrage : Dalton McArthur George Hayes, Ron Wicks |
|                   |                                                                 |                         | | Arbitrage : Dalton McArthur George Hayes, Ron Wicks |
| 20                | Tirs                                                            | 18                      | | Arbitrage : Dalton McArthur George Hayes, Ron Wicks |

| 26 mars | Détroit | 2-0 (0-0, 0-0, 2-0) | Toronto | Olympia Stadium |

| Feuille de match, | Feuille de match,                         | Feuille de match, | Feuille de match, | Feuille de match,                                     |
| ----------------- | ----------------------------------------- | ----------------- | ----------------- | ----------------------------------------------------- |
|                   | Howe (Stasiuk, Godfrey) Fonteyne (Glover) | 1-0 2-0           | - -               | Arbitrage : Vern Buffey Matt Pavelich, Neil Armstrong |
| Sawchuk           | Gardiens                                  | Bower             |                   | Arbitrage : Vern Buffey Matt Pavelich, Neil Armstrong |
|                   |                                           |                   |                   | Arbitrage : Vern Buffey Matt Pavelich, Neil Armstrong |
| 29                | Tirs                                      | 30                |                   | Arbitrage : Vern Buffey Matt Pavelich, Neil Armstrong |

| 28 mars | Détroit | 4-1 (1-1, 1-0, 2-0) | Toronto | Olympia Stadium |

| Feuille de match, | Feuille de match, | Feuille de match,   | Feuille de match,                           | Feuille de match,                                      |
| ----------------- | --- | ------------------- | ------------------------------------------- | ------------------------------------------------------ |
|                   | - Labine (Howe) — 19 min 8 s (SN) Howe (Stasiuk) — 31 min 20 s Pronovost (Delvecchio, Young) — 43 min 24 s Fonteyne (Goegan, Ullman) — 59 min 55 s | 0-1 1-1 2-1 3-1 4-1 | Olmstead (Mahovlich) — 12 min 52 s (SN) - - | Arbitrage : Frank Udvari Matt Pavelich, Neil Armstrong |
| Sawchuk           | Gardiens | Bower               |                                             | Arbitrage : Frank Udvari Matt Pavelich, Neil Armstrong |
|                   | |                     |                                             | Arbitrage : Frank Udvari Matt Pavelich, Neil Armstrong |
| 32                | Tirs | 32                  |                                             | Arbitrage : Frank Udvari Matt Pavelich, Neil Armstrong |

| 1er avril | Toronto | 2-3 (0-2, 1-1, 1-0) | Détroit | Maple Leaf Gardens |

| Feuille de match, | Feuille de match,                             | Feuille de match,   | Feuille de match, | Feuille de match,                                 |
| ----------------- | --------------------------------------------- | ------------------- | --- | ------------------------------------------------- |
|                   | - Kelly — 36 min 17 s Keon — 33 min 51 s (IN) | 0-1 0-2 0-3 1-3 2-3 | Howe (Delvecchio) — 4 min 36 s (IN) Lunde (Howe, Stasiuk) — 14 min 11 s (SN) Johnson (Labine, Pronovost) — 25 min 27 s - - | Arbitrage : Eddie Powers George Hayes, Bruce Sims |
| Bower             | Gardiens                                      | Sawchuk             | | Arbitrage : Eddie Powers George Hayes, Bruce Sims |
|                   |                                               |                     | | Arbitrage : Eddie Powers George Hayes, Bruce Sims |
| 30                | Tirs                                          | 25                  | | Arbitrage : Eddie Powers George Hayes, Bruce Sims |

### Finale de la Coupe Stanley
Chicago remporte la série 4 matches à 2 et la troisième Coupe Stanley de son histoire.
| 6 avril | Chicago | 3-2 (3-0, 0-1, 0-1) | Détroit | Chicago Stadium |

| Feuille de match, | Feuille de match, | Feuille de match,                | Feuille de match,                                                      | Feuille de match,                                 |
| ----------------- | --- | -------------------------------- | ---------------------------------------------------------------------- | ------------------------------------------------- |
|                   | Hull (Balfour, Mikita) — 9 min 39 s (SN) Wharram (McDonald, Mikita) — 10 min 10 s Hull (Balfour, Pilote) — 13 min 15 s - - | 1-0 2-0 3-0 3-1 3-2              | - Lunde (Howe) — 36 min 14 s (SN) Johnson (Howe, Ullman) — 59 min 18 s | Arbitrage : Frank Udvari George Hayes, Bruce Sims |
| Hall              | Gardiens | Sawchuk (20 min) Bassen (40 min) |                                                                        | Arbitrage : Frank Udvari George Hayes, Bruce Sims |
|                   | |                                  |                                                                        | Arbitrage : Frank Udvari George Hayes, Bruce Sims |
| 34                | Tirs | 29                               |                                                                        | Arbitrage : Frank Udvari George Hayes, Bruce Sims |

| 8 avril | Détroit | 3-1 (2-0, 0-1, 1-0) | Chicago | Olympia Stadium |

| Feuille de match, | Feuille de match, | Feuille de match, | Feuille de match,        | Feuille de match,                                 |
| ----------------- | --- | ----------------- | ------------------------ | ------------------------------------------------- |
|                   | Young (Stasiuk, Delvecchio) — 8 min 10 s Delvecchio (Howe, Johnson) — 17 min 39 s (SN) - Delvecchio (Stasiuk, Howe) — 59 min 22 s | 1-0 2-0 2-1 3-1   | - Pilote — 20 min 41 s - | Arbitrage : Eddie Powers George Hayes, Bruce Sims |
| Bassen            | Gardiens | Hall              |                          | Arbitrage : Eddie Powers George Hayes, Bruce Sims |
|                   | |                   |                          | Arbitrage : Eddie Powers George Hayes, Bruce Sims |
| 26                | Tirs | 35                |                          | Arbitrage : Eddie Powers George Hayes, Bruce Sims |

| 10 avril | Chicago | 3-1 (0-0, 3-0, 0-1) | Détroit | Chicago Stadium |

| Feuille de match, | Feuille de match,                                                                                                   | Feuille de match, | Feuille de match,                        | Feuille de match,                                      |
| ----------------- | --- | ----------------- | ---------------------------------------- | ------------------------------------------------------ |
|                   | Mikita (Pilote, Hull) — 31 min 54 s Murphy (Pilote, Litzenberger) — 34 min 19 s Balfour (Hull, Hay) — 38 min 17 s - | 1-0 2-0 3-0 3-1   | - Howe (Delvecchio, Young) — 49 min 28 s | Arbitrage : Eddie Powers Neil Armstrong, Matt Pavelich |
| Hall              | Gardiens | Bassen            |                                          | Arbitrage : Eddie Powers Neil Armstrong, Matt Pavelich |
|                   | |                   |                                          | Arbitrage : Eddie Powers Neil Armstrong, Matt Pavelich |
| 35                | Tirs | 36                |                                          | Arbitrage : Eddie Powers Neil Armstrong, Matt Pavelich |

| 12 avril | Détroit | 2-1 (0-0, 1-1, 1-0) | Chicago | Olympia Stadium |

| Feuille de match, | Feuille de match,                                                                       | Feuille de match, | Feuille de match,                     | Feuille de match,                                      |
| ----------------- | --------------------------------------------------------------------------------------- | ----------------- | ------------------------------------- | ------------------------------------------------------ |
|                   | - Delvecchio (MacGregor) — 28 min 48 s (SN) MacGregor (Fonteyne, Godfrey) — 53 min 10 s | 0-1 1-1 2-1       | Hay (Balfour, Hull) — 27 min 34 s - - | Arbitrage : Frank Udvari Neil Armstrong, Matt Pavelich |
| Sawchuk           | Gardiens                                                                                | Hall              |                                       | Arbitrage : Frank Udvari Neil Armstrong, Matt Pavelich |
|                   |                                                                                         |                   |                                       | Arbitrage : Frank Udvari Neil Armstrong, Matt Pavelich |
| 26                | Tirs                                                                                    | 28                |                                       | Arbitrage : Frank Udvari Neil Armstrong, Matt Pavelich |

| 14 avril | Chicago | 6-3 (2-2, 1-1, 3-0) | Détroit | Chicago Stadium |

| Feuille de match, | Feuille de match, | Feuille de match,                   | Feuille de match, | Feuille de match,                                      |
| ----------------- | --- | ----------------------------------- | --- | ------------------------------------------------------ |
|                   | - Balfour (Hay, Hull) — 9 min 36 s Murphy (Nesterenko, St-Laurent) — 10 min 4 s - Balfour (Pilote, Hay) — 36 min 25 s - Mikita (Pilote, Vasko) — 42 min 51 s (SN) Pilote (Wharram, Mikita) — 47 min 2 s Mikita (Murphy) — 53 min 27 s | 0-1 1-1 2-1 2-2 3-2 3-3 4-3 5-3 6-3 | Labine (Johnson, Ullman) — 2 min 14 s - Glover (MacGregor, Fonteyne) — 15 min 35 s (SN) - Stasiuk (Howe, Pronovost) — 38 min 49 s - - | Arbitrage : Frank Udvari Neil Armstrong, Matt Pavelich |
| Hall              | Gardiens | Sawchuk                             | | Arbitrage : Frank Udvari Neil Armstrong, Matt Pavelich |
|                   | |                                     | | Arbitrage : Frank Udvari Neil Armstrong, Matt Pavelich |
| 33                | Tirs | 38                                  | | Arbitrage : Frank Udvari Neil Armstrong, Matt Pavelich |

| 16 avril | Détroit | 1-5 (1-0, 0-2, 0-3) | Chicago | Olympia Stadium |

| Feuille de match, | Feuille de match,                                   | Feuille de match,       | Feuille de match, | Feuille de match,                                 |
| ----------------- | --------------------------------------------------- | ----------------------- | --- | ------------------------------------------------- |
|                   | MacDonald (Delvecchio, Howe) — 15 min 24 s (SN) - - | 1-0 1-1 1-2 1-3 1-4 1-5 | - Fleming — 20 min 25 s McDonald (Mikita, Hull) — 38 min 19 s Nesterenko (Sloan, Pilote) — 40 min 57 s Evans — 46 min 27 s Wharram — 58 min | Arbitrage : Eddie Powers George Hayes, Bruce Sims |
| Bassen            | Gardiens                                            | Hall                    | | Arbitrage : Eddie Powers George Hayes, Bruce Sims |
|                   |                                                     |                         | | Arbitrage : Eddie Powers George Hayes, Bruce Sims |
| 20                | Tirs                                                | 21                      | | Arbitrage : Eddie Powers George Hayes, Bruce Sims |